# Миланлуг
Миланлуг је насељено место у општини Чаглин, у Славонији, Република Хрватска.

## Историја
До нове територијалне организације место је припадало бившој великој општини Славонска Пожега.

## Становништво
Насеље је према попису становништва из 2011. године имало 200 становника.
| Националност       | 1991.        |
| Хрвати             | 236 (79,46%) |
| Срби               | 26 (8,75%)   |
| Југословени        | 10 (3,36%)   |
| остали и непознато | 25 (8,41%)   |
| Укупно             | 297          |